# Wabash County (Illinois)
Wabash County is een county in de Amerikaanse staat Illinois.
De county heeft een landoppervlakte van 579 km² en telt 12.937 inwoners (volkstelling 2000). De hoofdplaats is Mount Carmel.